# بيل أتكينسون (لاعب كرة قاعدة)
بيل أتكينسون هو لاعب كرة قاعدة كندي، ولد في 4 أكتوبر 1954 في تشاتام كينت في كندا.

## وصلات خارجية
- بيل أتكينسون على موقع دوري كرة القاعدة الرئيسي (الإنجليزية)
- بيل أتكينسون على موقعبيزبول رفرنس.كوم (الدوري الرئيسي) (الإنجليزية)
- بيل أتكينسون على موقعبيزبول رفرنس.كوم (الدوري الثانوي) (الإنجليزية)
- بيل أتكينسون على موقع مشجعي الرسوم البيانية (الإنجليزية)